# Херцман, Клайд
Клайд Херцман (англ. Clyde Hertzman; 24 марта 1953, Ванкувер — 8 февраля 2013, Лондон) — канадский учёный, специализировавшийся в сфере социальной гигиены и организации здравоохранения. Признанный специалист в области влияния раннего детского развития на здоровье и благосостояние в зрелом возрасте, автор концепции биологического встраивания, член Королевского общества Канады, офицер ордена Канады.

## Биография
Клайд Херцман родился в 1953 году в Ванкувере. Его мать была известным фармакологом, отец — врачом-кардиологом. В 17 лет Клайд увлёкся политикой и примкнул к радикальной левацкой группировке Фронт освобождения Ванкувера. Хотя он вскоре перерос наиболее радикальные из идей своих бывших единомышленников, он сохранил веру в равноправие и эгалитарное общество, отразившуюся позже в избранном им направлении научной деятельностим.
В 1975 году Херцман поступил в университет Макмастера, где получил академическую степень по специальности «общественное здоровье и здравоохранение». В 1977 году он женился на Марте Эллис, которая к 1982 году родила ему троих детей. Клайд и Марта развелись в 1999 году.
Во время учёбы в университете Макмастера Херцман привлёк к себе внимание Фрейзера Мастарда, ведущего канадского эксперта в области влияния социальных факторов на здоровье. Фрейзер сумел внушить молодому идеалисту идею о важности исследования связи между ранним развитием ребёнка и общественным здоровьем в более широком социально-экономическом контексте. Этому вопросу Херцман посвятил всю дальнейшую научную карьеру, большую часть которой (с 1985 года) он провёл в университете Британской Колумбии. Наиболее важной её вехой стала инициатива Херцмана, в рамках которой воспитатели детских садов Ванкувера начали оценивать своих воспитанников по пяти основным параметрам: физическое здоровье, социальное развитие, эмоциональная зрелость, язык и коммуникация. Этот инструмент, известный как EDI (Early Development Instrument), через десять лет уже применялся в 80 % детских садов Канады и ещё в 15 странах. По мере того, как данные исследований подтверждали верность теорий о связи раннего развития ребёнка с его здоровьем и благосостоянием на протяжении всей последующей жизни, Херцман выдвинул концепцию «биологического встраивания», согласно которой социальное окружение и обстоятельства жизни ребёнка в первые несколько лет его жизни запечатлеваются в генетической «памяти», влияя на то, каким образом проявляются доставшиеся ему от родителей гены.
Клайд Херцман был профессором Школы общественного здоровья Ванкуверского университета и основателем Партнёрства по исследованию раннего развития ребёнка. В 2010 году Канадский институт медицинских исследований назвал его медицинским исследователем года в Канаде. Херцман также был членом Канадской академии медицинских наук и Королевского общества Канады.  В конце 2012 года он был произведён в офицеры ордена Канады, а вскоре после этого скончался в Лондоне от сердечного приступа в возрасте 59 лет. Коллега и друг Херцмана, преподаватель Летбриджского университета Брайан Колб, пишет, что после смерти Мастарда Фрейзера в 2011 году Херцман был его естественным преемником как лидер в сфере исследования раннего развития ребёнка, и после его внезапной кончины в этой научной сфере образовалась пустота.